# Garrett Camp

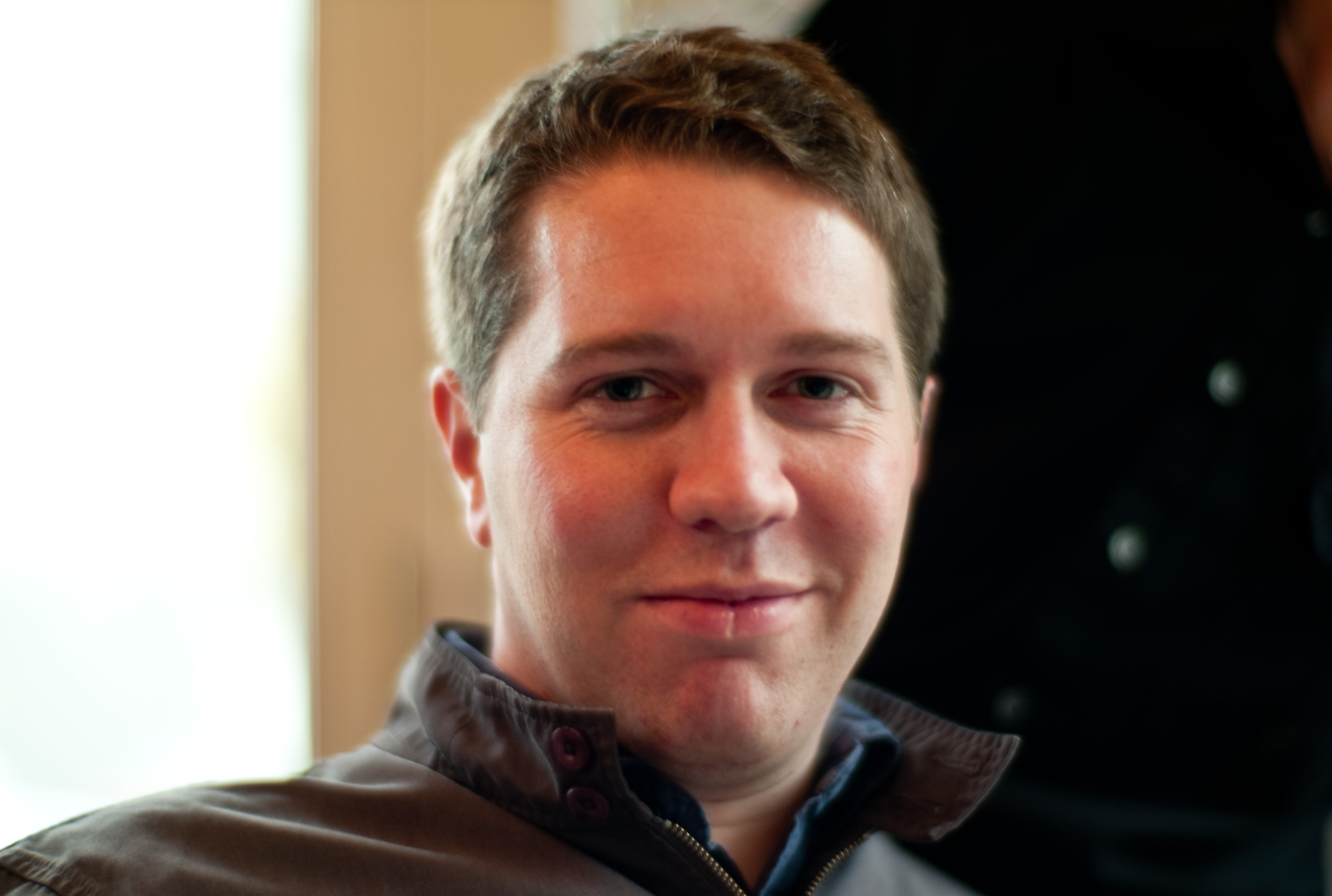
Garrett Camp (2009)

Garrett Camp (* 4. Oktober 1978) ist ein kanadischer Unternehmer und Co-Gründer des Internet-Fahrdienstanbieters Uber.

## Leben
Garrett Camp hat im Jahr 2009 mit seinem Partner, dem US-Amerikaner Travis Kalanick, den Fahrdienstleister Uber gegründet. Er ist seit Gründung Vorsitzender dieser Firma. Sitz der Firma Uber ist San Francisco, Kalifornien. Camp lebt ebenfalls in San Francisco.

## Vermögen
Garrett Camp ist Milliardär. Gemäß der Forbes-Liste 2015 hat er ein Vermögen von ca. 6 Milliarden US-Dollar. Damit belegt er Platz 283 auf der Forbes-Liste der reichsten Menschen der Welt.